# Le Monde selon Tim
Le Monde selon Tim (The Life and Times of Tim) est une série télévisée d'animation américaine pour adultes en 30 épisodes de 30 minutes créée par Steve Dildarian et diffusée entre le 28 septembre 2008 et le 17 février 2012 sur HBO.
En France, la série est diffusée depuis le 13 mars 2009 sur Orange Cinénovo puis sur AB1 et au Québec sur Super Écran.

## Synopsis
Cette série met en scène un trentenaire nommé Tim, qui vit à New York avec sa petite amie Amy. Tim est un homme malchanceux et maladroit et se retrouve toujours dans des situations rocambolesques que ce soit à son travail ou dans sa vie privée.

## Doublage

### Version québécoise
- François-Simon Poirier : Tim
- Éveline Gélinas : Amy
- Christian Perrault : Stu
- Hugolin Chevrette : Rodney
- Daniel Picard : Le patron
- Johanne Garneau : Debbie

## Épisodes

### Première saison (2008)
1. Prostituée enragée, non rémunérée / L'enterrement de vie de garçon de Rodney (Angry Unpaid Hooker/Rodney's Bachelor Party)
2. Tim latino / Le curé est saoul (Latino Tim/The Priest Is Drunk)
3. Le bal des finissants / Tim combat un homme vieux (Senior Prom/Tim Fights an Old Man)
4. Le chien fou / Confession à Lundi soir (Mad Dog Tim/Monday Night Confession)
5. Tim, Stu, et Marie / Madame février (Tim, Stu and Marie/Miss February)
6. La fille poilue de Bashko / Tim ne chante pas (Bashko's Hairy Daughter/Tim's Not Singing)
7. Les femmes les plus sexy du monde / C'est pas radieux en Philadelphie (Hottest Babes on the Planet/Suck It Philly)
8. High Score insurmontable / Tim contre le bébé (Insurmountable High Score/Tim vs. the Baby)
9. L'Agresseur / Ville du son (Mugger/Cin City)
10. Théo contre-attaque / Amy s'est défoncée (Theo Strikes Back/Amy Gets Wasted)

### Deuxième saison (2009)
1. La barbe de Tim / Drame injustement négligé (Tim's Beard/Unjustly Neglected Drama)
2. Le sermon de retour / Atlantic City (The Comeback Sermon/Atlantic City)
3. Légende du mois / L'époux décédé de Marie (Legend of the Month/Marie's Dead Husband)
4. L'incident des Girl Scouts / Rodney a une femme (The Girl Scout Incident/Rodney Has a Wife)
5. Représentant des ventes pharmaceutiques / Amy a une arme à feu (Pharmaceutical Sales Rep Gone Wild/Amy's Got a Gun)
6. Le jazz salé / Des juifs qui aiment rire (The Salty Jazz/Jews Love to Laugh)
7. La blonde tenace / Tim et l'éléphant (Nagging Blonde/Tim & the Elephant)
8. La mère de Debbie / L'artiste d'évasion (Debbie's Mom/The Escape Artist)
9. Désordre de la personnalité / Stu est bon dans quelque chose (Personality Disorder/Stu is Good at Something)
10. L'appel de Londres / Tim, le romancier (London Calling/Novelist)

### Troisième saison (2011-2012)
1. Le modèle de Newark / Les cheveux de Tim sont superbes (The Model from Newark/Tim's Hair Looks Amazing)
2. Boulevard Percy Davis / Stu, l'oncle cool (Percey Davis Boulevard/Cool Uncle Stu Balls)
3. La Cabane du Caddie / Le Vendeur de Saucisses (The Caddy's Shack/The Sausage Salesman)
4. Super Gay Eduardo / Les avantages et les inconvénients de tuer Tim (Super Gay Eduardo/The Pros and Cons of Killing Tim)
5. L'histoire de deux Rodneys / Keith à la rescousse (A Tale of Two Rodneys/Keith to the Rescue)
6. Pudding Boy / La vedette qui restera anonyme (Pudding Boy/The Celebrity Who Shall Remain Nameless)
7. Situation d'otage dans un club de strip-tease / Soirée de jeux (Strip Club Hostage Situation/Game Night)
8. Braquage bourré d'action / Feuillage d'automne (Action-Packed Heist/Fall Foliage)
9. Le vif d'or bien habillé / Priez pour les Jets (The Well Dressed Snitch/Pray for the Jets)
10. Le chiropracteur suffisant / Catastrophe d'entreprise (The Smug Chiropractor/Corporate Disaster)

## Commentaires
- HBO a initialement annulé la série après la deuxième saison en juin 2010[2] mais a renouvelé la série 2 mois plus tard[3].
- HBO a de nouveau annulé la série le 20 avril 2012 après la troisième saison en raison des faibles audiences[4].